# Bleptina bogesalis
Bleptina bogesalis là một loài bướm đêm trong họ Noctuidae.